# Lil' Ed
Edwards Williams dit Lil' Ed, est un chanteur, guitariste de blues américain, né à Chicago, en 1955.